# Paulo Ferreira de Melo
Paulo Ferreira de Melo (21 de Abril de 1956, Lisboa) é um jornalista e radialista português.

## Biografia
Filho de Vitor Ferreira de Melo ( também ele radialista nas Produções Lança Moreira e mais tarde como Comentador Desportivo no RCP- Rádio Clube Português) , repórter de trânsito no Rádio Clube Português, Cidade FM, Rádio Comercial e Romântica FM e TVI.
Embora tendo começado na Rádio Renascença com um programa infantil "Saricoté", teve maior visibilidade com repórter do programa Despertar da Rádio Renascença com António Sala e Olga Cardoso e mais tarde como repórter de trânsito.
Destacou-se também como repórter de exteriores no Programa " A Banda da Amizade" de Júlia Pinheiro, que actualmente exerce funções de apresentadora na SIC- Portugal.
Nas informações de trânsito o destaque vai para a cobertura do tráfego nas grandes cidades utilizando, pela 1ª vez e regularmente um helicóptero. Depois da Rádio Renascença, efectuou uma breve passagem pelo CMR-Correio da Manhã Rádio e desempenhou funções de repórter de trânsito na Media Capital Rádios - MCR e na TVI durante as manhãs informativas (Diário de Manhã).
Durante o ano de 2007 esteve no regresso do Radio Clube Português (RCP) com o programa "Tudo é possível", transmitido nas tardes de fim de semana.
Em 2010, o RCP encerrou as suas emissões.
É ainda director do Jornal "Correio de Azambuja", jornal mensal do concelho. www.correiodeazambuja.pt
Antigo consultor na Rádio Ribatejo ( Emissora local de Azambuja ), 2017.
Actualmente dirige o Correio do Cartaxo e Correio de Azambuja. 